# Islamischer Dschihad in Palästina
Islamischer Dschihad in Palästina (arabisch حركة الجهاد الإسلامي في فلسطين, DMG Ḥarakat al-ǧihād al-islāmī fī filasṭīn), abgekürzt PIJ (für englisch Palestinian Islamic Jihad), ist eine palästinensische islamistische Terrororganisation mit Sitz im Gazastreifen und Politbüro in Damaskus (Syrien). Der Islamische Dschihad in Palästina entstand als Ableger der Muslimbruderschaft und wurde bei ihrer Gründung ideologisch vom islamischen Regime in Iran beeinflusst. Die Organisation lehnt den Oslo-Friedensprozess ab und will einen souveränen islamischen palästinensischen Staat errichten. Sie wird von den Staaten der Europäischen Union, den USA und einigen weiteren Staaten als Terrororganisation eingestuft.
Der bewaffnete Flügel des PIJ sind die auch als Saraya bekannten Al-Quds-Brigaden (arabisch سرايا القدس, DMG Sarāyā al-Quds), die ebenfalls 1981 gegründet wurden und im Westjordanland und im Gazastreifen aktiv sind. Ihre Hauptstützpunkte im Westjordanland sind die Städte Hebron und Dschenin. Sie verüben Selbstmordattentate, Angriffe auf israelische Zivilisten sowie Raketenabschüsse auf Israel. Seit 2018 ist ihr gewählter Generalsekretär Ziyad al-Nakhalah und sein Stellvertreter Muhammad al-Hindi.
Es existieren einige Organisationen mit selbigen Namen. Im Westen ist mit „Islamischer Dschihad“ aber in aller Regel die palästinensische Gruppe gemeint, weil diese aufgrund des Medieninteresses für den Nahostkonflikt besonders hervorsticht.

## Geschichte und Organisation

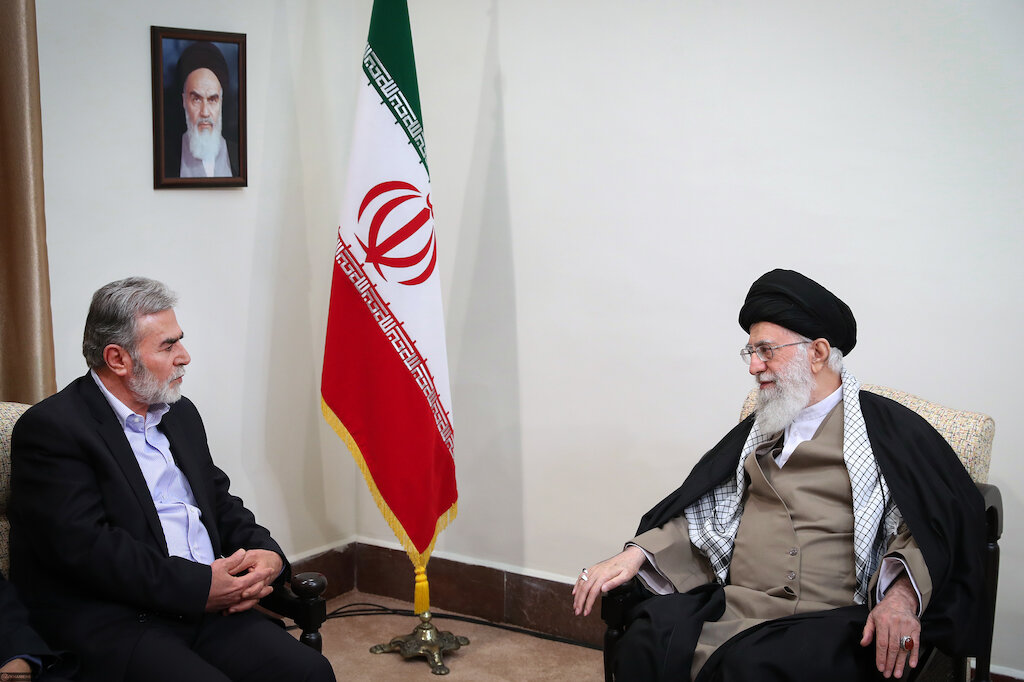
PIJ-Generalsekretär Ziyad al-Nakhalah (links) mit dem iranischen Ajatollah Ali Chamenei in Teheran, Iran, 31. Dezember 2018

Der PIJ wurde 1981 offiziell in Gaza von zwei palästinensischen Aktivisten gegründet: Fathi Schakaki, einem in Rafah ansässigen Arzt, und Shaykh Abd al-Aziz Awda, einem islamischen Prediger aus dem Flüchtlingslager Dschabaliya, sowie Ramadan Shallah. Shaqaqi und Awda lebten in Ägypten und waren ursprünglich Mitglieder der Muslimbruderschaft. Ihre Ansichten über die Zerstörung Israels veranlassten sie 1979, einen Zweig innerhalb des ägyptischen Islamischen Jihad zu gründen. Die Fraktion wurde 1981 nach der Ermordung des ägyptischen Präsidenten Anwar Sadat aus Ägypten vertrieben. Schakaki und Awda kehrten nach Gaza zurück, wo sie offiziell den PIJ gründeten.
Unter dem Eindruck der islamischen Revolution 1979 in Iran und der daraus resultierenden neu entstandenen islamischen revolutionären Ideologie des Ajatollahs Khomeinis regten führende Mitglieder der Palästinensischen Muslimbrüder wie Fathi Schakaki im Gazastreifen und Ägypten an, sich ideologisch von der ägyptischen Muslimbrüderschaft abzuspalten und der revolutionären Ideologie Irans zu folgen. Unterstützt wurde dieser Prozess ebenfalls durch die Bemühungen der iranischen Revolutionsgarden im Rahmen des von der Islamischen Republik Iran betriebenen Revolutionsexports in den 1980er Jahren im Nahen Osten, was letztlich zur Unterstützung des Islamischen Dschihad 1981 in Palästina und der Hisbollah 1982 im Libanon führte.
Der PIJ begann seine bewaffneten Operationen gegen Israel im Jahr 1984. 1988 wurden seine Anführer von Israel in den Libanon verbannt. Während ihres Aufenthalts im Libanon erhielt die Gruppe militärische Schulungen und weitere Unterstützung von der Hisbollah. Dabei entwickelte der PIJ eine enge Beziehung zu der Organisation und zu Iran. Im Jahr 1990 wurde der Sitz des Politbüro in die syrische Hauptstadt Damaskus verlegt, wo er auch heute noch seinen Sitz hat.
Der Islamischer Dschihad in Palästina wird in westlichen Staaten mehrheitlich als terroristische Vereinigung eingestuft, darunter unter anderen die Vereinigten Staaten, das Vereinigten Königreich und die EU.

## Ziele und Ideologie
Ziel der Organisation ist die Errichtung eines souveränen, islamischen palästinensischen Staates innerhalb der geografischen Grenzen des Mandatsgebiets Palästina. Die Organisation lehnt den politischen Prozess völlig ab und beteuert, dass ihre Ziele nur mit militärischen Mitteln erreicht werden können.
In dem Interview im Jahr 2009 sagte der PIJ-Generalsekretär Ramadan Abdullah Shallah, dass die Hoffnung auf eine Zwei-Staaten-Lösung verschwunden sei und dass es kaum internationale Unterstützung für eine Ein-Staaten-Lösung gebe, bei der „die Palästinenser im gesamten historischen Palästina Rechte haben“. Daher plädierte er für den bewaffneten Kampf bis zur Zerstörung Israels. In einem weiteren Interview betonte er die Ablehnung für die Zwei-Staaten-Lösung und warf der Palästinensischen Autonomiebehörde eine Mitschuld an der israelischen Besatzung vor.

Die Gruppe ist eine sunnitisch-islamistische Bewegung, umfasst allerdings auch andere religiöse Überzeugungen. Die Ideologie des PIJ ist unter anderem sowohl vom Antiimperialismus als auch vom Panislamismus beeinflusst. Die Organisation betrachtet den israelischen Staat sowohl als Besatzungsmacht als auch als Kolonialmacht, die abgebaut werden muss. Sie glauben, dass der arabisch-israelische Konflikt seine Wurzeln nicht im Jahr 1948 und der Entstehung des israelischen Staates hat, sondern vielmehr im westlichen Imperialismus und seinen Auswirkungen auf die islamische Einheit. Die Organisation gilt als eine der radikalsten militanten Gruppierungen im Nahen Osten.

Länder, die den Islamischen Dschihad als Terrororganisation anerkennen

## Al-Quds-Brigaden und militante Aktivitäten
Die Al-Quds-Brigaden (arabisch: سرايا القدس, Sarāyā al-Quds Bedeutung „Jerusalem-Brigaden“, Abkürzung: AQB) sind der paramilitärische Flügel der palästinensisch-islamistischen Organisation. Im Gazastreifen sind sie die zweitgrößte Gruppe, nach der Hamas. Der Leiter der AQB im Gazastreifen war Baha Abu al-Ata, bis er im November 2019 von Israel getötet wurde. Militante Aktivitäten der AQB finden primär im Gazastreifen statt, allerdings wird in den letzten Jahren vermehrt eine Aktivität im Westjordanland festgestellt. Um die Aktivitäten zu intensivieren, wurden 2021 die Dschenin-Brigaden gegründet. Die AQB haben an allen Gaza-Kriegen teilgenommen.

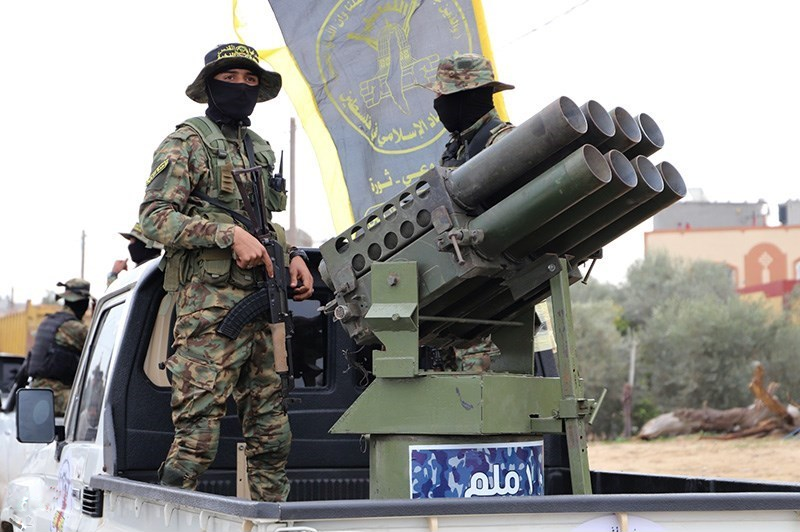
Mitglieder der Al-Quds-Brigaden im Gazastreifen

PIJ setzt hauptsächlich Kleinwaffen sowie Mörser- und Raketenangriffe aus dem Gazastreifen gegen israelische Ziele in Israel und im Westjordanland ein. Die Gruppe führte von Ende der 1990er bis Mitte der 2000er Jahre Selbstmordattentate durch. Es verfügt außerdem über tragbare Luftverteidigungssysteme, Mörser, bewaffnete unbemannte Flugsysteme, Panzerabwehrraketen und IEDs.
Der Islamische Dschihad in Palästina hat im Laufe der Jahre die Verantwortung für viele militante Aktivitäten übernommen.
Dazu gehören mindestens 40 Selbstmordanschläge. (→ Liste von Selbstmordanschlägen des Islamischen Dschihad in Palästina)
Der PIJ hat unter anderem Verantwortung für die folgenden Angriffe übernommen:
- August 1987: Der PIJ übernimmt die Verantwortung für eine Schießerei, bei der der Kommandeur der israelischen Militärpolizei im Gazastreifen getötet wurde.
- Juli 1989: Bei einem Angriff auf den Egged-Bus 405 auf der Autobahn Jerusalem–Tel Aviv werden mindestens 14 Menschen getötet (darunter zwei Kanadier und ein Amerikaner) und Dutzende weitere verletzt. Obwohl es sich um einen Selbstmordanschlag handeln sollte, überlebte der Täter.
- 6. April 1992: Ein Konvoi der israelischen Armee geriet in Hula im Südlibanon in einen Hinterhalt. Zwei Soldaten wurden getötet und fünf verletzt. Das Ziel war Generalmajor Yitzhak Mordechai, Chef des israelischen Nordkommandos. Drei der Angreifer wurden getötet.
- April 1994: Bei einer Autobombe an Bord eines Linienbusses wurden neun Menschen getötet und 50 verletzt.
- Januar 1995: Bombenanschlag in der Nähe von Netanya, bei dem achtzehn Soldaten und ein Zivilist getötet werden.
- März 1996: Auf ein Einkaufszentrum in Tel Aviv kommt es erneut zu einem Bombenanschlag, bei dem 20 Menschen getötet und 75 verletzt werden.
- März 2002: Eine Bombe tötete sieben Menschen und verletzte etwa dreißig an Bord eines Busses, der von Tel Aviv nach Nazareth fuhr.
- Juni 2002: Bei einem Angriff an der Megiddo-Kreuzung werden 18 Menschen getötet und 50 verletzt.
- Juli 2002: Bei einem Doppelanschlag in Tel Aviv wurden fünf Menschen getötet und 40 verletzt.
- November 2002: 12 Soldaten und Sicherheitspersonal werden bei einem Hinterhalt in Hebron getötet.
- Mai 2003: Bei einem Selbstmordanschlag auf ein Einkaufszentrum in Afula werden drei Menschen getötet und 83 verletzt.
- August 2003: Ein Bomber tötete 21 Menschen und verletzte mehr als 100 Menschen in einem Bus in Jerusalem.
- Oktober 2003: Bei einer Bombe wurden in einem Restaurant in Haifa 22 Menschen getötet und 60 verletzt.
- Oktober 2005: Bei der Explosion einer Bombe auf einem Markt in Hadera wurden sieben Menschen getötet und 55 verletzt, fünf davon schwer.
- April 2006: Bei einer Bombe in einem Restaurant in Tel Aviv wurden elf Menschen getötet und 70 verletzt.
- Januar 2007: Sowohl die Al-Aqsa-Märtyrerbrigaden als auch der PIJ übernehmen die Verantwortung für einen Selbstmordanschlag in Eilat, bei dem drei Menschen getötet wurden.
- Am 15. November 2012 feuerte der Islamische Dschihad von Gaza aus zwei Fajr-5 auf Tel Aviv ab, von denen einer in einem unbewohnten Vorortgebiet und der andere im Meer landete.
- Am 24. Juni 2013 wurden sechs Raketen auf Israel abgefeuert; Große Nachrichtenagenturen berichteten, dass der Islamische Dschihad hinter den Angriffen steckte.
- Im März 2014 wurden von PIJ und anderen islamistischen Gruppen über 100 Raketen auf den Süden Israels abgefeuert.
- Im November 2018 feuert sie mehr als 400 Raketen auf Israel ab, wobei eine Person getötet und Dutzende weitere verletzt werden.
- Zwischen dem 12.–14. November 2019 feuerte der PIJ mehr als 400 Raketen auf Israel ab, nachdem israelische Streitkräfte einen hochrangigen PIJ-Kommandeur getötet und einige Verletzungen verursacht haben.
- Am 23. Februar 2020 startete die Organisation als Reaktion auf den Tod von drei seiner Kämpfer fast 100 Raketen auf Israel ab und verursacht dabei mindestens ein Dutzend Verletzte.
- Zwischen dem 10.–21. Mai 2021 wurden Gemeinsam mit der Hamas mehr als 4.000 Raketen auf Israel abgefeuert und tötete dabei 11 Zivilisten und einen Soldaten.
- Im August 2022 wurden als Reaktion auf die Tötung eines ihrer Anführer etwa 1.100 Raketen auf Israel abgefeuert.